# Amazon SQS
Amazon Simple Queue Service (англ. Amazon SQS) — сервис принимает очереди сообщений для хранения.
При использовании Amazon SQS, разработчики могут просто переместить данные, распределённые между компонентами своих приложений, которые выполняют различные задачи, не теряя при этом сообщения. При этом достигается высокая масштабируемость и надёжность.
Входит в инфраструктуру сервисов Amazon Web Services.

## API
Amazon поддерживает SDK для нескольких языков программирования: Java, Ruby, Python, .NET, PHP и Javascript.  Клиент Java Message Service (JMS) 1.1 для Amazon SQS был реализован в декабре 2014 года.

## Доставка сообщений
Amazon SQS гарантирует, что сообщение будет доставлено как минимум один раз. Чтобы обеспечить гарантированную доставку, сообщения дублируются на нескольких серверах.  Если сообщение посылается, а сервер не отвечает, оно может быть послано повторно. Однако Amazon SQS не даёт гарантию того, что сообщения будут доставлены в точно такой же последовательности, как они были посланы. Если порядок сообщений играет существенную роль, требуется, чтобы приложение получателя пересортировывало сообщения после доставки.
Имеются определённые ограничения на размеры сообщений, однако для посылки изображений и больших сообщений имеются приёмы обхода ограничений путём разбиения их, сохранения в дополнительной памяти S3 и соединения.  .
Размер очереди и пропускная способность неограничены.

## Удаление сообщений
Сообщения не удаляются автоматически, а только после получения подтверждения с места доставки. При этом определён тайм-аут в 30 секунд, и если не пришло подтверждение, то сообщение посылается повторно.
Сообщения могут находиться в очереди до 4 суток (по-умолчанию). После сообщения более не хранятся и проводится очистка очереди.